# 洲头咀隧道

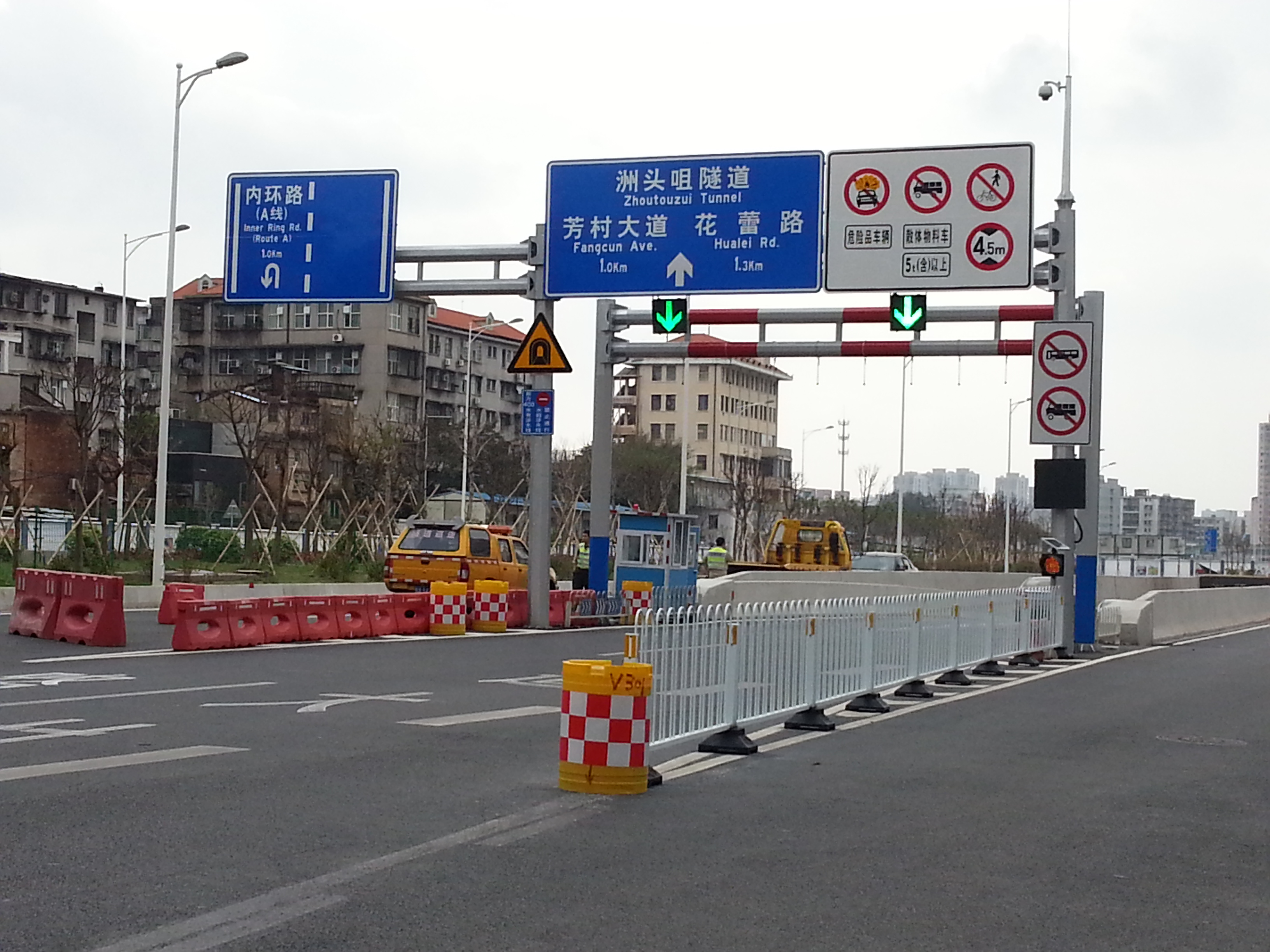
洲头咀隧道海珠区入口

洲头咀隧道是中華人民共和國廣東省广州市的一条过江行车隧道，呈东西走向，是继鹤洞大桥后，第二条连接荔湾区芳村和海珠区的通道，2015年1月18日正式建成通车。简称洲隧。

## 建设背景
在这之前，两地居民若要往来两地，需取道鹤洞大桥或人民桥和珠江隧道，两边的交通都较为繁忙，该隧道建成后可缓解周边交通压力，加强芳村与市中心的联系。

## 建设历程
2004年4月，广州市中心区交通项目领导小组举行洲头咀过江通道方案比选竞赛，旨在论证过江通道最佳建设形式应采用隧道方案还是桥梁方案更为合适，考量沿岸景观和拆迁工程量后最终确定采用隧道方案，后隧道工程立项。2008年12月20日，隧道工程水中段正式启动建设并举行开工剪彩仪式，标志该工程全线进入施工。2015年1月18日正式建成通车。

## 隧道概况
洲头咀隧道位于白鹅潭南端约800米处的珠江主航道上，主线全长为2256米，其中河底段长1287米，双向六车道，设计时速为50km/h；由於通车初期（2015年1月18日起至2015年3月17日）为试运营阶段，隧道实行限行。限行期间，大型车辆（总重量4.5吨、乘坐人数20人或车长6米以上的汽车）禁止通行，隧道内双向各封闭一条车道进行系统测试，保持双向四车道通行；测试期间公共汽车暂不能通行，测试结束后，交通部门将联同建设部门研究开通公共汽车线路、设立公共汽车站，届时或将有通过洲头咀隧道连接海珠与芳村的公共汽车线路。调试结束后隧道仍会实行一些限制，包括限高5米，行人、非机动车、危险品车、拖挂车、超重车辆（5吨或以上）禁行。
在海珠区隧道与内环路交接部分仍保留一栋没拆除建筑，由于建筑的剩余住户不满拆迁方提供的安置房，所以仍要求与拆迁方协商，而隧道建设方则使用环绕房屋的匝道来连通地面隧道和内环路高架。
在海珠区出口处有一个预留出口，计划为用于连接到连通工业大道和宝岗大道的T13路，但由于涉及相关道路拆迁量大，宝岗大道本身负载过大，T13路计划迟滞，该出口也暂时封闭不用。